# Wilfried Louis
Wilfried Louis (25 de outubro de 1949) é um ex-futebolista profissional haitiano que atuava como defensor.

## Carreira
Wilfried Louis fez parte do elenco histórico da Seleção Haitiana de Futebol, na Copa do Mundo de 1974, ele teve uma presença.

## Ligações Externas
- Perfil em Fifa.com (em inglês)